# Vila Cova (Vila Real)
Vila Cova é uma povoação portuguesa do Município de Vila Real, situada na encosta nascente da Serra do Marão e ocupando o extremo nordeste da região da Campeã. Foi sede da extinta Freguesia de Vila Cova, freguesia que tinha 6,91 km² de área e 162 habitantes (2011). 
A Freguesia de Vila Cova foi extinta (agregada) pela reorganização administrativa de 2012/2013, tendo o seu território sido integrado na então criada União das Freguesias de Pena, Quintã e Vila Cova.
Além da sede, a Freguesia de Vila Cova englobava o lugar de Mascozelo.

## População
| População da freguesia de Vila Cova (1801–2011) | População da freguesia de Vila Cova (1801–2011) | População da freguesia de Vila Cova (1801–2011) | População da freguesia de Vila Cova (1801–2011) | População da freguesia de Vila Cova (1801–2011) | População da freguesia de Vila Cova (1801–2011) | População da freguesia de Vila Cova (1801–2011) | População da freguesia de Vila Cova (1801–2011) | População da freguesia de Vila Cova (1801–2011) | População da freguesia de Vila Cova (1801–2011) | População da freguesia de Vila Cova (1801–2011) | População da freguesia de Vila Cova (1801–2011) | População da freguesia de Vila Cova (1801–2011) | População da freguesia de Vila Cova (1801–2011) | População da freguesia de Vila Cova (1801–2011) | População da freguesia de Vila Cova (1801–2011) | População da freguesia de Vila Cova (1801–2011) |
| 1801 | 1849                                            | 1864                                            | 1878                                            | 1890                                            | 1900                                            | 1911                                            | 1920                                            | 1930                                            | 1940                                            | 1950                                            | 1960                                            | 1970                                            | 1981                                            | 1991                                            | 2001                                            | 2011                                            |
| --- | ----------------------------------------------- | ----------------------------------------------- | ----------------------------------------------- | ----------------------------------------------- | ----------------------------------------------- | ----------------------------------------------- | ----------------------------------------------- | ----------------------------------------------- | ----------------------------------------------- | ----------------------------------------------- | ----------------------------------------------- | ----------------------------------------------- | ----------------------------------------------- | ----------------------------------------------- | ----------------------------------------------- | ----------------------------------------------- |
| 253 | *                                               | 407                                             | 461                                             | 467                                             | 389                                             | 373                                             | 367                                             | 420                                             | 453                                             | 531                                             | 803                                             | 544                                             | 418                                             | 350                                             | 239                                             | 162                                             |
| * Nesta data o território de Vila Cova pertencia ao (agora extinto) concelho de Ermelo, constituindo com Quintã uma única freguesia (população: 500 habitantes). |                                                 |                                                 |                                                 |                                                 |                                                 |                                                 |                                                 |                                                 |                                                 |                                                 |                                                 |                                                 |                                                 |                                                 |                                                 |                                                 |

| Distribuição da População por Grupos Etários em 2001 e 2011 | Distribuição da População por Grupos Etários em 2001 e 2011 | Distribuição da População por Grupos Etários em 2001 e 2011 | Distribuição da População por Grupos Etários em 2001 e 2011 | Distribuição da População por Grupos Etários em 2001 e 2011 | Distribuição da População por Grupos Etários em 2001 e 2011 | Distribuição da População por Grupos Etários em 2001 e 2011 | Distribuição da População por Grupos Etários em 2001 e 2011 | Distribuição da População por Grupos Etários em 2001 e 2011 | Distribuição da População por Grupos Etários em 2001 e 2011 |
| ----------------------------------------------------------- | ----------------------------------------------------------- | ----------------------------------------------------------- | ----------------------------------------------------------- | ----------------------------------------------------------- | ----------------------------------------------------------- | ----------------------------------------------------------- | ----------------------------------------------------------- | ----------------------------------------------------------- | ----------------------------------------------------------- |
| Idade                                                       | 0-14                                                        | 15-24                                                       | 25-64                                                       | > 65                                                        |                                                             | 0-14                                                        | 15-24                                                       | 25-64                                                       | > 65                                                        |
| 2001                                                        | 25                                                          | 36                                                          | 111                                                         | 67                                                          |                                                             | 10,5%                                                       | 15,1%                                                       | 46,4%                                                       | 28,0%                                                       |
| 2011                                                        | 8                                                           | 15                                                          | 81                                                          | 58                                                          |                                                             | 4,9%                                                        | 9,3%                                                        | 50,0%                                                       | 35,8%                                                       |

## História
Segundo alguns autores, a freguesia de Vila Cova corresponderia à freguesia de Santiago dos Paus, que surge nas Inquirições de 1220, mas esta correspondência não está confirmada. O que é certo é que em 1530 pertencia à freguesia de São Miguel da Pena, termo de Vila Real.
Nos Censos de 1849, Vila Cova surge anexada a Quintã, constituindo com ela uma única freguesia ("Quintã e Vila Cova"), pertencendo desde a Reforma Administrativa de 1836 ao antigo concelho de Ermelo. Pelo decreto de 31 de Dezembro de 1853, que extinguiu este, Vila Cova regressou ao concelho de Vila Real.
Tal como todas as demais terras pertencentes aos Marqueses de Vila Real, Vila Cova passou em 1641 para a posse da Coroa, quando o Marquês e o seu herdeiro foram executados sob acusação de conjura contra D. João IV. Em 1654, passou a integrar o património da recém-criada Sereníssima Casa do Infantado, situação que se manteve até à extinção desta, aquando das reformas do Liberalismo.
Na sequência da reorganização administrativa ditada pela Lei n.º 22/2012, o seu território e o de Quintã foram anexados ao da vizinha freguesia de Pena, passando o conjunto a designar-se oficialmente União das Freguesias de Pena, Quintã e Vila Cova. Assim, "Vila Cova" foi de facto extinta enquanto designação oficial de freguesia.